# Jean-Marcel Rozier
Jean-Marcel Rozier (Saint-Étienne-sur-Chalaronne, 22 de marzo de 1936) es un jinete francés que compitió en la modalidad de salto ecuestre. Su hijo Philippe compite en el mismo deporte.
Participó en tres Juegos Olímpicos de Verano, entre los años 1968 y 1976, obteniendo dos medallas en la prueba por equipos, plata en México 1968 (junto con Janou Lefèbvre y Pierre Jonquères d'Oriola) y oro en Montreal 1976 (con Hubert Parot, Marc Roguet y Michel Roche). Ganó una medalla de bronce en el Campeonato Europeo de Saltos Ecuestres de 1975, en la misma prueba.

## Palmarés internacional
| Juegos Olímpicos   | Juegos Olímpicos          | Juegos Olímpicos  | Juegos Olímpicos |
| Año                | Lugar                     | Medalla           | Categoría        |
| ------------------ | ------------------------- | ----------------- | ---------------- |
| 1968               | Ciudad de México (México) | Medalla de plata  | Por equipos      |
| 1976               | Montreal (Canadá)         | Medalla de oro    | Por equipos      |
| Campeonato Europeo |                           |                   |                  |
| Año                | Lugar                     | Medalla           | Categoría        |
| 1975               | Múnich (RFA)              | Medalla de bronce | Por equipos      |